# Шостий (фільм)
«Шостий» (рос. «Шестой») — радянський пригодницький художній фільм, поставлений на Кіностудії ім. М. Горького у 1981 році режисером Самвелом Гаспаровим. Прем'єра фільму відбулася в квітні 1982 року.

## Сюжет
Дія відбувається після Громадянської війни. У маленьке містечко приїхав новий начальник міліції Глодов, шостий за рахунком. Попередні п'ятеро були вбиті бандою Вахрамєєва. Глодов хоче розправитися з бандою і збирає для цього команду вірних людей. Колишні товариші по службі Глодова — лікар Олександр і пастух Охрім, перукар Павлик, а також цирковий борець Микита і молодий міліціонер Лушков. Їм і належить прийняти нерівний бій. В результаті зухвалої операції Глодова вдається вивести на чисту воду зловмисника, проте при цьому гине майже весь його загін.

## У ролях
- Сергій Никоненко —  Роман Григорович Глодов
- Володимир Грамматиков —  Павлик
- Михайло Пуговкін —  Миронич
- Євген Бакалов —  Аристарх Лушков
- Тимофій Співак —  Олександр
- Сергій Ульянов —  Микита
- Махарбег Кокоєв —  Охрім
- Михайло Козаков —  Данилевський
- Лариса Бєлогурова —  Ольга
- Ніна Меньшикова —  Ольга Василівна
- Марина Яковлєва —  Єлизавета
- Віктор Мельников —  Міриков, скрипаль
- Борис Гітін —  бандит
- Георгій Мілляр —  старий-шахіст
- Олександр Галибін —  навідник і зв'язковий банди вахрамеївців
- Сергій Ніколаєв —  шинкар
- Ігор Класс —  Коритін, начальник міліції
- Григорій Лямпе —  Льова Затирко, кравець
- Олег Федулов —  бандит

## Знімальна група
- Автор сценарію — Раміз Фаталієв
- Режисер-постановник — Самвел Гаспаров
- Оператор-постановник — Олександр Ковальчук
- Художник-постановник — Ной Сендеров
- Художник по костюмах — Лідія Коняхіна
- Композитор — Олексій Зубов
- Звукооператор —  Борис Голєв
- Режисер — Амурбек Гобаш
- Монтажер — Тетяна Малявіна
- Директор картини —  Роман Конбрандт
- Постановник трюків —  Олександр Філатов